# مالكوم كينارد
مالكوم كينارد (بالإنجليزية: Malcolm Kennard)‏ هو ممثل أسترالي، ولد في 1967 في سيدني في أستراليا.

## أعمال

### أفلام
- (2003) الماتريكس 2[4][5][6]

## وصلات خارجية
- مالكوم كينارد على موقع IMDb (الإنجليزية)
- مالكوم كينارد على موقع ألو سيني (الفرنسية)
- مالكوم كينارد على موقع أول موفي (الإنجليزية)
- مالكوم كينارد على موقع قاعدة بيانات الأفلام السويدية (السويدية)
- مالكوم كينارد على موقع قاعدة بيانات الفيلم (الإنجليزية)